# جيف هوفر
جيف هوفر (بالإنجليزية: Jeff Hoover)‏ هو سياسي أمريكي، ولد في 18 يناير 1960 في ألباني في الولايات المتحدة. حزبياً، نشط في الحزب الجمهوري.